# Lei de Dulong-Petit
A Lei de Dulong-Petit decorre da observação experimental realizada pelos franceses Pierre Louis Dulong e Alexis Thérèse Petit, e foi enunciada em 1819.

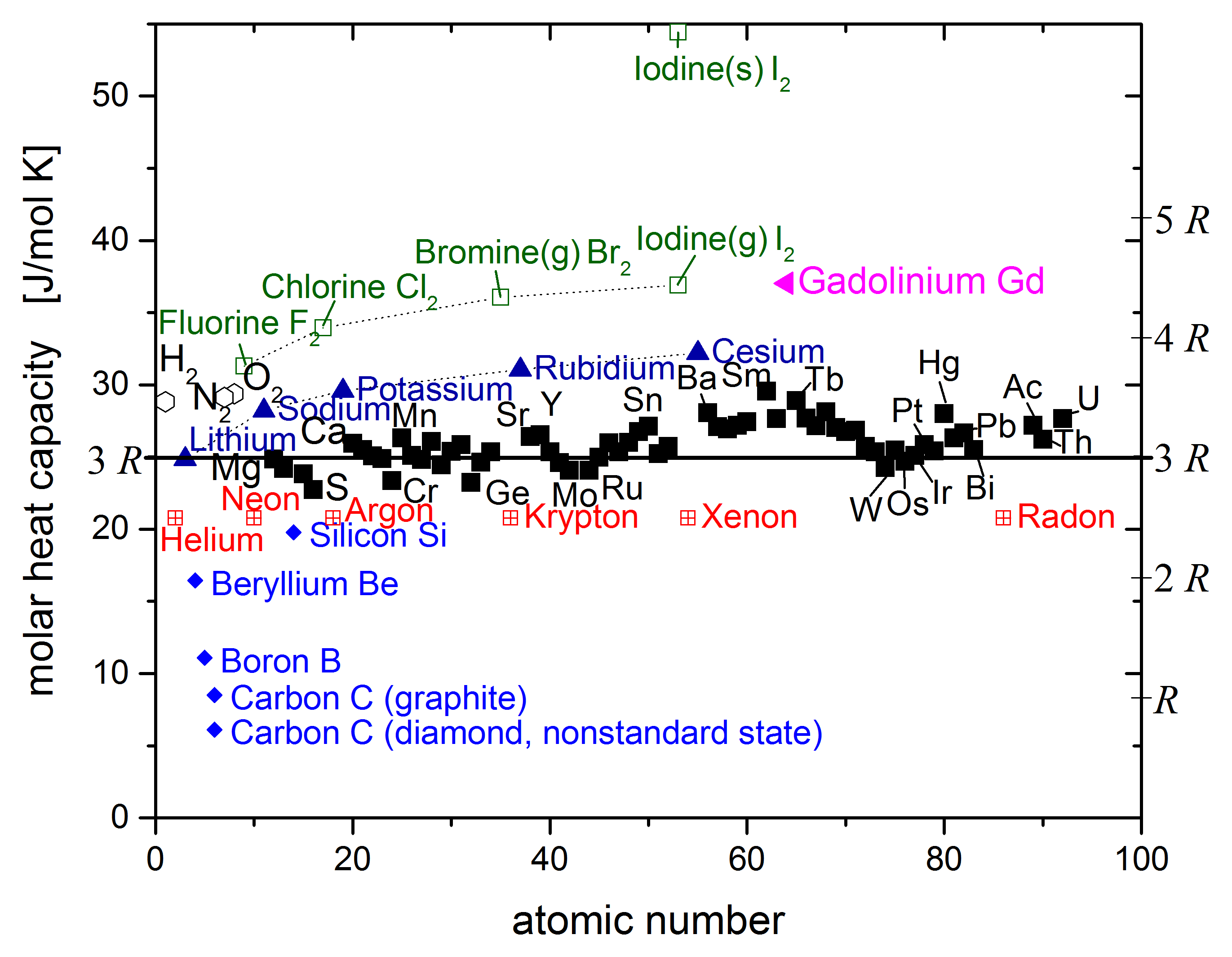
Capacidade térmica molar para vários elementos a 25°C em função do número atômico.

A capacidade térmica é uma espécie de resistência à mudança de temperatura. Tanto para sólidos quanto para gases, segue certas regularidades. A lei de Dulong-Petit é enunciada especialmente para sólidos. Para estes a capacidade térmica independe do processo pelo fato de serem incompressíveis (onde para gases há a capacidade térmica a pressão constante e a volume constante).
A capacidade térmica é definida como:
{\displaystyle C(T)=\lim _{\Delta T\to 0}{\frac {Q}{\Delta T}}}
A lei de Dulong-Petit foi utilizada por Mendeleiv para determinar a massa atômica de alguns elementos químicos, durante o desenvolvimento da tabela periódica.

## Enunciado
O enunciado estipula que "à temperatura ambiente, o produto do calor específico de uma substancia simples pelo seu peso atômico (sua capacidade térmica molar) é constante".
A lei também pode ser entendida pelo limite: {\displaystyle \lim _{T\to \infty }C=3R}, onde {\displaystyle C} é a capacidade calorífica molar. Ou seja, quando se aquece um sólido a elevadas temperaturas ele passa a ter, no limite, um calor específico de 3R (aproximadamente 25 J/K.mol). Isto é, a elevadas temperaturas os sólidos tendem a se comportar de mesma forma fisicamente.
Observação: A lei é válida para sólidos com qualquer quantidade de graus de liberdade.
A Lei teve grande importância histórica pois mostrou que o Princípio da equipartição da energia de Max Planck não é válida para todos sistemas.

## Modelo de Boltzmann
Em 1877, Boltzmann demonstrou, pelo teorema da equipartição de energia, a lei de Dulong-Petit, tratando um sólido como um conjunto de átomos com 6 graus de liberdade (três cinéticos e três vibracionais); como cada termo quadrático contribui com {\displaystyle kT/2} para a energia total, para 6 graus de liberdade, temos: 
{\displaystyle E=3NkT}
Onde {\displaystyle k} é a constante de Boltzmann. 
Derivando em relação à temperatura, obtemos o valor de capacidade térmica: 
{\displaystyle C=3Nk}
Sabendo que {\displaystyle R=N_{A}k}, onde {\displaystyle N_{A}} é o número de Avogadro, a relação se torna, em termos do número de mols: 
{\displaystyle {\overline {C}}=3R}
Entretanto, observou-se que, para certos elementos leves, como o carbono e o boro, a capacidade térmica a temperatura ambiente desvia do valor previsto. Para temperaturas suficientemente próximas do zero absoluto, para toda substancia, independente do elemento, a capacidade térmica tende a zero, caindo com um termo proporcional à terceira potencia da temperatura. Estes resultados não são explicados pela mecânica clássica. 

## Modelo de Einstein
Albert Einstein se interessou pelo problema, tratando os sólidos como um conjunto independentes de osciladores harmônicos, assim como Boltzmann o fizera, entretanto, estes com energia quantizada, sendo estes osciladores harmônicos quânticos.

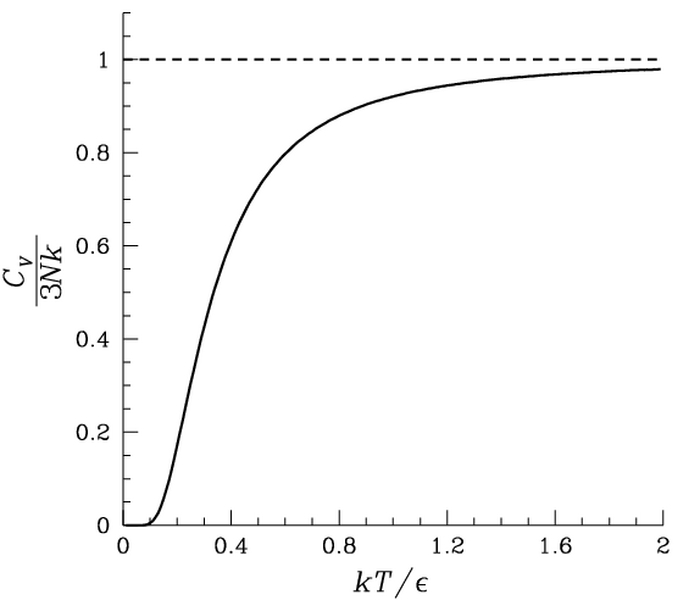
Capacidade térmica de um sólido de Einstein como função da temperatura.

Portanto, calculando a energia média por meio de um ensemble de osciladores harmônicos quânticos (problema semelhante ao do corpo negro), obtém-se:
{\displaystyle <\epsilon >={\frac {hv}{e^{hv/kT}-1}}}
Utilizando a relação acima, a energia potencial para os três graus de liberdade vibracionais se tornam:
{\displaystyle U={\frac {3Nhv}{e^{hv/kT}-1}}}
Einstein considerou apenas uma frequência {\displaystyle v} média para os sólidos, facilitando o problema. O valor de {\displaystyle v} é o único parâmetro que diferencia qualquer sólido neste modelo. 
Derivando a energia em relação à temperatura, obtemos a capacidade térmica:
{\displaystyle C={\frac {3Nk(hv/kT)^{2}e^{hv/kT}}{(e^{hv_{0}/kT}-1)^{2}}}}
A expressão acima tende para {\displaystyle 3Nk} para temperaturas suficientemente grandes e tende a zero para temperaturas próximas do zero absoluto.
O modelo de Einstein é uma aplicação bem sucedida da mecânica quântica para a descrição de propriedades dos sólidos e demonstra uma falha do teorema de equipartição. 
A quantização da energia para os modos vibracionais induz a diminuição da capacidade térmica para temperaturas muito pequenas porque há a ocupação cada vez maior do estado fundamental (ver fator de Boltzmann), como a transição do estado fundamental para o primeiro estado excitado requer uma quantidade pequena de energia {\displaystyle \hbar v}, um valor também pequeno de energia fornecida ao sistema resultará em um número de transições muito alta (aumento da temperatura).
O modelo de Einstein prevê que, no limite em que a temperatura tende a zero a capacidade térmica molar decresce exponencialmente, isto se deve à aproximação de uma única frequência média para os osciladores. O modelo de Debye é um refinamento do modelo de Einstein, que considera uma distribuição de frequências para longos comprimentos de onda, resultando no decréscimo da capacidade térmica proporcional à {\displaystyle T^{3}}, como observa-se experimentalmente.

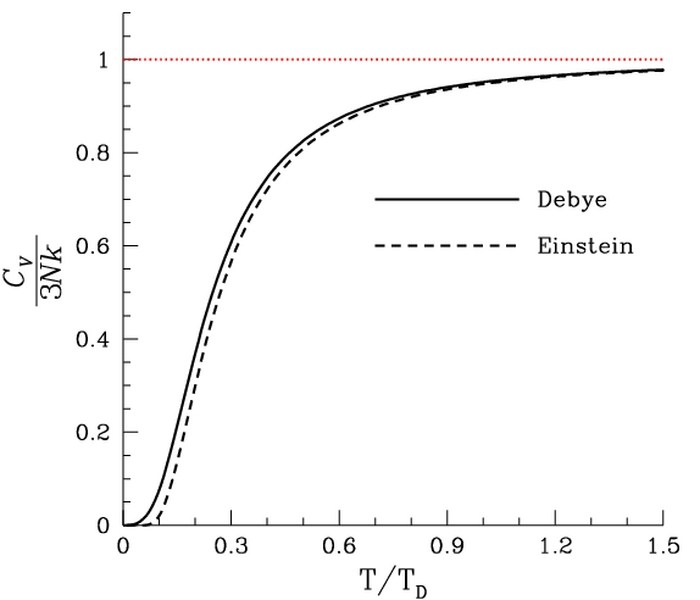
Capacidade térmica prevista pelos modelos de Einstein e Debye em função da temperatura.